# Rosana (Fußballspielerin)
Rosana dos Santos Augusto, genannt Rosana (* 7. Juli 1982 in São Paulo), ist eine ehemalige brasilianische Fußballspielerin. In der brasilianischen Nationalmannschaft spielt sie seit dem Jahr 2000 und nahm an vier WM-Turnieren sowie viermal an den Olympischen Spielen teil. Auf Vereinsebene spielte sie außer in ihrer Heimat Brasilien auch in Österreich, Frankreich, Norwegen und den USA und gewann diverse Meisterschaften und Pokale. Am 2. Januar 2019 erklärte sie offiziell das Ende ihrer aktiven Laufbahn. Seit April 2025 ist sie Trainerin von Flamengo.

## Werdegang

### Vereinsfußball

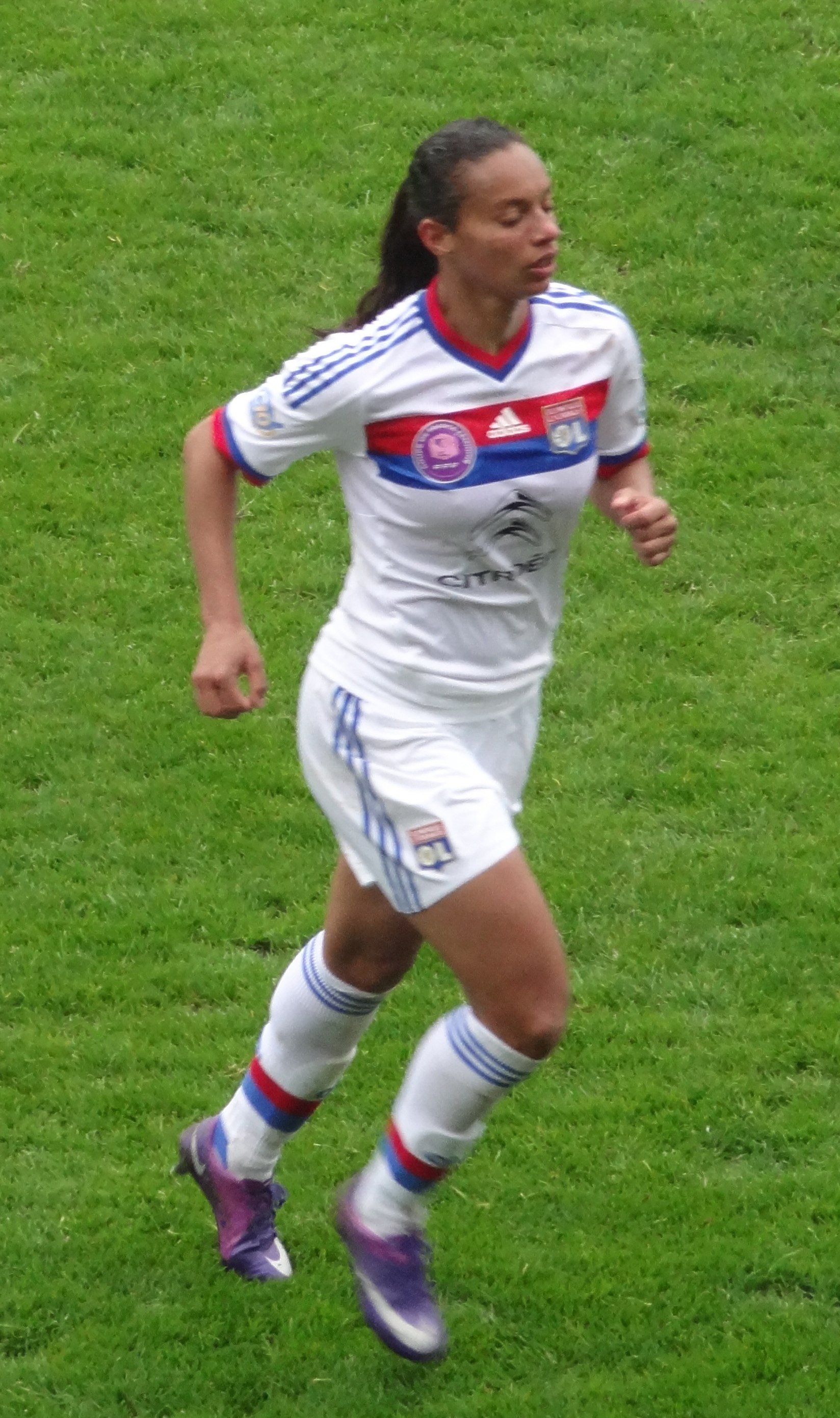
Rosana im Trikot von Olympique Lyon (2012)

Rosana spielte zunächst für die Vereine FC und Corinthians in ihrer Heimatstadt São Paulo und dann in Porto Alegre für SC Internacional. Danach folgte ein Abstecher nach Österreich zum dortigen Meister SV Neulengbach, wo sie 2005 Fußballerin des Jahres wurde. In den vier Spielzeiten, in denen sie dort spielte, verlor der Verein nur zwei Ligaspiele und wurde immer Meister und Pokalsieger. In der Saison 2005/06 war sie mit 26 Toren Torschützenkönigin. Ein Jahr später schoss sie 18 Ligatore. Im UEFA Women’s Cup 2006/07 scheiterte sie aber mit Neulengbach in der ersten Runde am isländischen Verein Breiðablik Kópavogur. Ein Jahr später scheiterte die Mannschaft in der zweiten Runde an Titelverteidiger Arsenal.
Zur Saison 2009 wechselte sie in die neu gegründete US-Liga Women’s Professional Soccer und spielte für Sky Blue FC. Nach der Punktspielrunde lag die Mannschaft zwar nur auf dem vierten Platz, das reichte aber um die Playoffs zu erreichen und in diesen wurden beide Spiele und damit der Titel gewonnen. In den beiden folgenden Spielzeiten wurde dann nur der fünfte Platz erreicht und damit die Playoffs verpasst. Danach wurde die WPS aus finanziellen Gründen eingestellt.
Rosana kehrte darauf zurück in ihre Heimat und spielte für Centro Olímpico. Im September 2011 unterschrieb sie einen Vertrag bei Olympique Lyon. Mit Lyon gewann sie 2012 das Triple aus Meisterschaft, Pokal und UEFA Women’s Champions League.
2013 wechselte sie nach Norwegen und spielte für den Aufsteiger Avaldsnes IL in der Toppserien 2013. Am Ende der Saison hatte der Verein mit Platz 4 die Ligazugehörigkeit gesichert und das Pokalfinale erreicht, dies aber mit 0:1 gegen Stabæk verloren. Nach Platz 5 in der folgenden Saison verließ sie nach Saisonende Norwegen und kehrte für zwei Monate zurück in ihre Heimat, um mit São José EC die Copa Libertadores Femenina 2014 und die „International Women’s Club Championship“ zu gewinnen.
Zur National-Women’s-Soccer-League-Saison 2015 bekam sie einen Vertrag bei Houston Dash. Aufgrund einer Entscheidung des brasilianischen Verbandes die Nationalspielerinnen zur Vorbereitung auf die WM 2015 und die Olympischen Spiele 2016 im nationalen Trainingszentrum zusammen zu ziehen, kam sie für Houston aber zu keinem Einsatz.
Nach der WM 2015 ging sie zurück nach Norwegen. Mit Avaldsnes IL erreichte sie den zweiten Platz in der Meisterschaft und das Pokalfinale, in dem sie zwar ein Tor schoss, aber mit 2:3 gegen Lillestrøm SK Kvinner unterlag. Danach wechselte sie nach Frankreich, wo sie für Paris Saint-Germain spielte. Mit den Pariserinnen erreichte sie das Halbfinale der UEFA Women’s Champions League 2015/16, unterlag dort aber im ersten Spiel dem Rivalen Lyon mit 0:7.
Zur Saison 2017 der NWSL wechselte sie zur Franchise der North Carolina Courage, die vor Saisonbeginn die Mannschaft des amtierenden Meisters Western New York Flash aufgekauft hatte. Im Oktober 2017 spielte sie für die Vereinskooperative des SC Corinthians und des Grêmio Osasco Audax im Wettbewerb um die Copa Libertadores, zu deren Gewinn sie ein Tor beigesteuert hat. Anschließend spielte sie im November und Dezember für den SC Internacional in den Finalspielen um die Staatsmeisterschaft von Rio Grande do Sul.

### Nationalmannschaft
Rosana bestritt ihr erstes Länderspiel am 23. Juni 2000 beim CONCACAF Women’s Gold Cup 2000, an dem Brasilien als Gast teilnahm. Beim 8:0 gegen Costa Rica im ersten Gruppenspiel stand sie in der Startelf. In den beiden folgenden Gruppenspielen wurde sie dann nicht berücksichtigt, im Halbfinale gegen die chinesische Fußballnationalmannschaft der Frauen, die ebenfalls als Gast teilnahm aber eingewechselt. Durch ein 3:2 wurde das Finale gegen die USA erreicht, bei dem Rosana wieder in der Startelf stand. Das Finale wurde aber mit 0:1 verloren. Ihr erstes Tor im Nationaltrikot erzielte sie am 18. Juli 2001 bei einem inoffiziellen Spiel gegen die University of New Jersey, das mit 16:0 gewonnen wurde. Ihr erstes offizielles Länderspieltor folgte am 7. August 2001 beim 1:1 gegen Japan. Rosana gehörte dann auch zum Kader für die Fußball-Südamerikameisterschaft der Frauen 2003, bei der Brasilien den Titel verteidigte und sich für die Fußball-Weltmeisterschaft der Frauen 2003 und die Olympischen Spiele 2004 qualifizierte. Rosana kam aber nur beim ersten Gruppenspiel der Endrunde, für die Brasilien automatisch qualifiziert war, zum Einsatz. Beim 3:2-Sieg gegen Argentinien steuerte sie aber das dritte Tor bei. Weitere Einsätze folgten beim Fußballturnier der Panamerikanischen Spiele, wo sie im Finale gegen die kanadische U-23-Mannschaft die Goldmedaille gewann. Sie wurde dann auch für die Weltmeisterschaft 2003 in den USA nominiert und kam in den vier Spielen zum Einsatz, in denen sie ein Tor beim 4:1 gegen Ex-Weltmeister Norwegen erzielte. Brasilien erreichte das Viertelfinale, in dem man gegen den späteren Finalisten Schweden ausschied.
Im April 2004 nahm sie an drei inoffiziellen Spielen in den USA teil, bei dem sie in jedem Spiel ein Tor erzielte. Beim olympischen Fußballturniers in Athen 2004 wurde sie ebenfalls in allen Spielen der Seleção eingesetzt. Brasilien scheiterte erst im Finale an den USA und konnte mit der olympischen Silbermedaille den bis dahin größten internationalen Erfolg feiern. Rosana hatte dabei in der dritten Minute Pech als ein Schuss von ihr aus 23 Meter nur knapp über das Tor flog.
Ihr nächstes Turnier war dann die Südamerika-Meisterschaft 2006, bei der sie in den ersten drei Vorrundenspielen und den drei Spielen der Finalrunde zum Einsatz kam. Durch ein 0:2 im letzten Gruppenspiel gegen Argentinien, reichte es nach vier Titeln in Folge zum ersten Mal nur zu Platz zwei hinter den Argentinierinnen. Damit hatten sie sich zwar für die WM 2007 qualifiziert, um an den Olympischen Spielen 2008 teilzunehmen mussten sie aber als Zweiter der Südamerikameisterschaft gegen den Zweiten der Afrika-Qualifikation antreten. Bei den Panamerikanischen Spielen 2007 konnte der Titel aber verteidigt werden – diesmal gegen die U-20-Mannschaft der USA. Dabei hatte Rosanna im Halbfinale beide Tore zum 2:0-Sieg gegen Mexiko erzielt. Sie wurde dann zwar in den WM-Vorbereitungsspielen gegen schwedische Vereinsmannschaften und die japanische Nationalmannschaft nicht eingesetzt, wurde aber für die WM in China nominiert. Dort wurde sie aber nur in den drei Gruppenspielen und dem mit 0:2 gegen Deutschland verlorenen Finale jeweils eingewechselt.
2008 wurde sie dann im ersten Spiel des Jahres, dem Playoff-Qualifikationsspiel für die Olympischen Spiele 2008 gegen Ghana (5:1-Sieg), und in allen offiziellen und inoffiziellen Spielen vor den Olympischen Spielen in Peking eingesetzt und auch für die Spiele nominiert. In China kam sie aber nur in den drei Gruppenspielen sowie als Einwechselspielerin im Finale zum Einsatz. Die Seleção scheiterte aber wie bereits 2004 im Finale an den USA. Zuvor hatten ihre Mitspielerinnen den amtierenden Weltmeister Deutschland im Halbfinale besiegt.
2009 kam sie dann erst im Dezember beim ersten Vier-Nationen-Turnier in São Paulo wieder zum Einsatz. Bei der Fußball-Südamerikameisterschaft der Frauen 2010 bestritt sie alle Spiele der Vorrunde und zwei Spiele der Finalrunde, obwohl sie im dritten Gruppenspiel der Vorrunde laut RSSSF-Statistik gegen Kolumbien vom Platz gestellt wurde. Mit dem erneuten Südamerikatitel qualifizierten sich die Brasilianerinnen für die WM 2011 und die Olympischen Spiele 2012. Ende 2010 gewann sie dann noch mit Brasilien das zweite Vier-Nationen-Turnier in São Paulo.

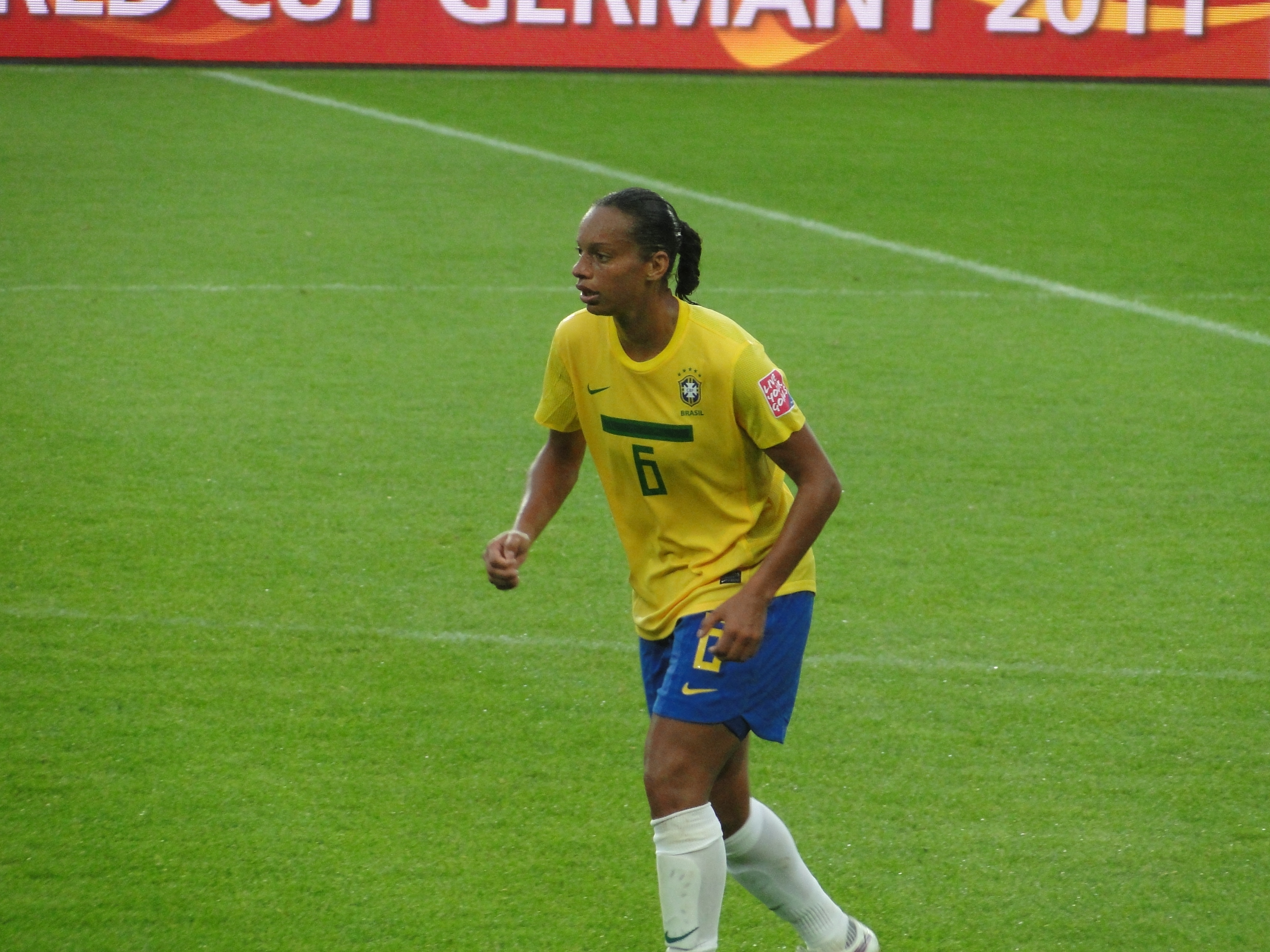
Rosana bei der WM 2011

Bei der Weltmeisterschaft 2011 erzielte sie im ersten Gruppenspiel gegen Australien das Tor zum 1:0-Sieg. Auch beim 3:0 im zweiten Spiel gegen Norwegen gelang ihr ein Tor. Im Viertelfinale gegen die USA musste Brasilien nach einem Last-Minute-Gegentor zum 2:2 in der Verlängerung ins Elfmeterschießen und verlor dieses. Bei den Panamerikanischen Spielen 2011 konnte dann der Titel nicht verteidigt werden, im Finale unterlagen die Brasilianerinnen den Kanadierinnen mit 3:4 im Elfmeterschießen. Dagegen konnte beim Vier-Nationen-Turnier in São Paulo der Titel verteidigt werden.
Bei den Olympischen Spielen in London schied sie mit ihrer Mannschaft bereits im Viertelfinale gegen Weltmeister Japan aus. Der Titel beim Vier-Nationen-Turnier in São Paulo konnte aber sowohl 2012 als auch 2013 und 2014 wieder verteidigt werden.
Im Juni 2014 machte sie als zweite Brasilianerin ihr 100. Länderspiel. Für die Südamerikameisterschaft 2014, die in die laufende norwegische Saison fiel, wurde sie dann nicht berücksichtigt.
2015 nahmen die Brasilianerinnen zur Vorbereitung auf die WM erstmals am Algarve-Cup teil, erreichten aber nur das Spiel um Platz 7 gegen die Schweiz, auf die sie dort erstmals trafen und mit 4:1 besiegten.
Bei der Weltmeisterschaft 2015 wurde Rosana nur im Spiel gegen Costa Rica eingesetzt. Ihre Mannschaft erreichte zwar als einzige Mannschaft ohne Gegentor das Achtelfinale, verlor dieses aber mit 0:1 gegen Australien und schied aus. Für die folgenden panamerikanischen Spiele in Toronto wurde sie ebenso wenig berücksichtigt, wie für das Vier-Nationen-Turnier im Dezember, den Algarve-Cup 2016 und die Olympischen Spiele 2016 in ihrer Heimat. 2017 kam sie nochmals in fünf Spielen zum Einsatz, zuletzt am 19. September 2017 gegen Australien.

## Erfolge
Nationalmannschaft

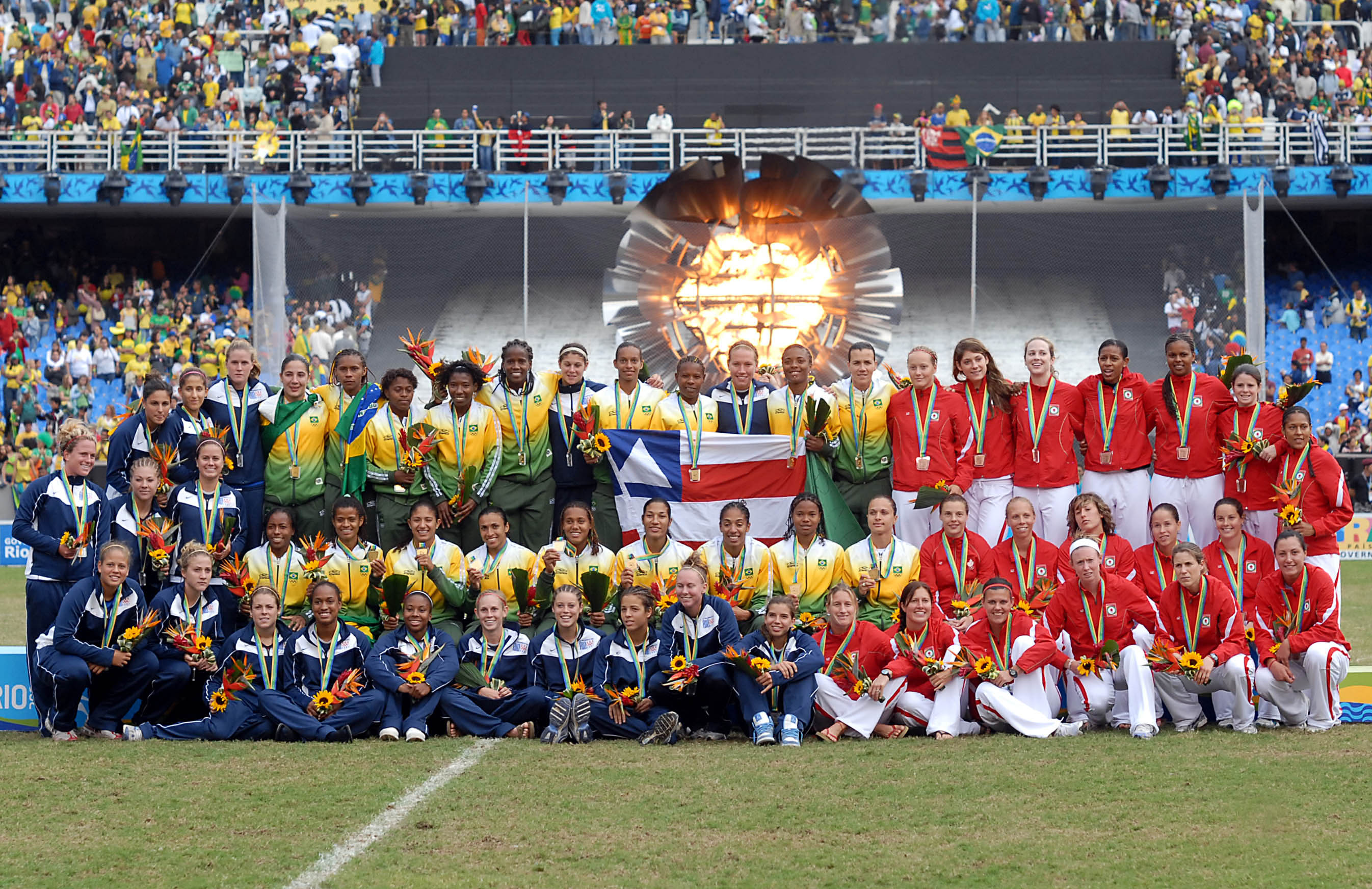
Podium der Panamerikanischen Spiele 2007

- Goldmedaille bei den Panamerikanischen Spielen 2003 und 2007
- Südamerika-Meisterschaft 2003 und 2010
- Silbermedaille bei den Olympischen Spielen 2004 und 2008
- Vize-Weltmeisterschaft 2007
- Silbermedaille bei den Panamerikanischen Spielen 2011
- Silbermedaille bei der Südamerikameisterschaft 2006

Vereine
- Österreichische Meisterschaft 2005, 2006, 2007, 2008 (mit Neulengbach)
- Österreichischer Pokalsieger 2005, 2006, 2007, 2008 (mit Neulengbach)
- WPS-Meisterschaft (Nordamerika) 2009 (mit Sky Blue)
- Französische Meisterschaft 2012 (mit Lyon)
- Französischer Pokalsieger 2012 (mit Lyon)
- Champions-League-Sieg 2012 (mit Lyon)
- Copa Libertadores: 2014 (mit São José), 2017 (mit Corinthians/Audax)[24]
- International Women’s Club Championship 2014 (mit São José)
- Staatsmeisterin von Rio Grande do Sul: 2017 (mit SC Internacional)
- Staatsmeisterin von São Paulo: 1997, 1999 (mit FC São Paulo), 2018 (mit Santos FC)
- Torschützenkönigin in Österreich 2005/06

## Auszeichnungen
- 2005 Fußballerin des Jahres in Österreich